# Under Montana Skies
Pour plus de détails, voir Fiche technique et Distribution.
Under Montana Skies est un film américain réalisé par Richard Thorpe, sorti en 1930.

## Synopsis
Clay Conning vient en aide à une troupe de théâtre dans la petite ville de Red Rock, et tombe amoureux de Mary, une des actrices. Martha Jenkins, la femme du propriétaire du théâtre, veut faire arrêter le spectacle, pour l'en dissuader Clay la courtise. Mais Frank Blake, un voleur de bétail qui avait été mis en prison à la suite du témoignage de Clay, est relâché. Il capture Clay, mais ce dernier arrive à s'échapper et à capturer le méchant. 

## Fiche technique
- Titre original : Under Montana Skies
- Réalisation : Richard Thorpe
- Scénario : Jimmy Aubrey, Bennett Cohen
- Décors : Ralph M. DeLacy
- Photographie : Harry Zech
- Son : John Stransky Jr.
- Montage : Carl Himm
- Société de production : Tiffany Productions
- Société de distribution : Tiffany Productions
- Pays de production :  États-Unis
- Langue originale : anglais
- Format : noir et blanc — 35 mm — 1,37:1 — son Mono (RCA Photophone System)
- Genre : Western
- Durée : 60 minutes
- Date de sortie :
  - États-Unis : 10 septembre 1930

## Distribution
- Kenneth Harlan : Clay Conning
- Slim Summerville : Sunshine
- Dorothy Gulliver : Mary
- Nita Martan : Blondie
- Harry Todd : Abner Jenkins
- Ethel Wales : Martha Jenkins
- Lafe McKee : Shérif Pinkie
- Charles King : Frank Blake (non crédité)

## Chansons du film
- "Sweetest Man I Ever Had"
- "Under Montana Skies"
- "Cryin' Blues" et * "How Could Anyone Help Lovin' a Man Like You" : interprétées par Nita Martan
- "Harlem Hop" : interprétée par Nita Martan et Dorothy Gulliver